# One Day
One Day és una pel·lícula romàntica de 2011 dirigida per Lone Scherfig i protagonitzada per Anne Hathaway i Jim Sturgess. La seva història està basada en la novel·la del mateix nom de David Nicholls.

## Argument
En Dexter i l'Emma tenen vint anys i el dia 15 de juliol del 1988, just a la festa de la seva graduació, passen la nit junts. L'endemà, amb tota la vida al davant, veuen que s'entenen molt bé però que són molt diferents. Ella, l'Emma, és idealista, encantadora, ve d'una família de classe treballadora i li agrada la literatura. Ell, en Dexter, és de classe acomodada, despreocupat i aficionat a les festes i les relacions d'una sola nit. Es pregunten com seran ells quan tinguin quaranta anys i s'aniran retrobant cada 15 de juliol per comprovar-ho. Junts i separats, durant dues dècades l'Emma i en Dexter seran testimonis de com canvien les seves vides.

## Repartiment
- Anne Hathaway: Emma Morley
- Jim Sturgess: Dexter Mayhew
- Patricia Clarkson: Alison Mayhew
- Romola Garai: Sylvie Cope
- Rafe Spall: Ian Whitehead
- Jodie Whittaker: Tilly
- Jamie Sives: Sr. Dodalming

## Producció
El rodatge de la pel·lícula va començar el juliol de 2010 a diferents llocs d'Anglaterra, Escòcia i França. Entre les diferents localitzacions sobresurten la ciutat d'Edimburg, on en Dexter i l'Emma es van conèixer per primera vegada, i Londres. En el primer cas, cal destacar algunes escenes rodades a les muntanyes d'Arthur's Seat, prop del Castell d'Edimburg, i, en el segon cas, la piscina coberta de Parliament Hill Lido on apareix l'Emma nedant amb diferents edats.